# Oficjałów
Oficjałów – wieś w Polsce położona w województwie świętokrzyskim, w powiecie opatowskim, w gminie Opatów.
| SIMC    | Nazwa | Rodzaj    |
| ------- | ----- | --------- |
| 0801757 | Rzym  | część wsi |

Wieś została założona przez ród Oficjalskich.
W latach 1954–1956 wieś należała do gromady Karwów, po zmianie siedziby i nazwy była siedzibą gromady Oficjałów, w 1959 przeniesiono siedzibę do Opatowa pozostawiając jej nazwę, a w 1962 zmieniono nazwę gromady na Opatów. W latach 1975–1998 miejscowość położona była w województwie tarnobrzeskim.